# Juigalpa
Juigalpa é uma cidade e município da Nicarágua, situada no departamento de Chontales. Tem 726,8 km² de área e sua população em 2020 foi estimada em 62.503 habitantes.